# 大序早熟禾
大序早熟禾（学名：Poa major）为禾本科早熟禾属下的一个种。